# مصطفى بوعزيز
مصطفى بوعزيز، سياسي وعسكري ووزير تونسي سابق. كان بوعزيز ضمن المجموعة الضيقة من العسكريين المقربين من بن علي التي تولت مناصب عليا في الدولة التونسية بعيد حركة 7 نوفمبر 1987 مثل الحبيب عمار وعبد الحميد الشيخ وعلي السرياطي. عيّن بين 28 سبتمبر 1989 و3 مارس 1990 كوزير للعدل ثم كأول وزير لأملاك الدولة والشؤون العقارية (3 مارس 1990 - 22 أفريل 1999) وبعد خروجه من الحكومة سمي كسفير. مع إنشاء مجلس المستشارين عام 2005 عيّن كعضو فيه. حزبيا انتمى بوعزيز للجنة المركزية للتجمع الدستوري الديمقراطي وتولى خطة رئيس شعبة في قمرت. بعد الثورة التونسية خضع للتحقيق القضائي في إطار قضايا عقارية  واخرى تتعلق بتمويل التجمع.
1. ↑  "قائمة اسمية لكامل أعضاء مجلس المستشارين التونسي حسب الترتيب الأبجدي 2005" من موقع الشبكة العربية لتعزيز الشفافية ومكافحة الفساد[وصلة مكسورة]
2. ↑  "التحقيق مع الوزير السابق "مصطفى بوعزيز" في قضيتين"، التونسية في 10 فيفري 2012 نسخة محفوظة 04 مارس 2016 على موقع واي باك مشين.
3. ↑  "استنطاق مصطفى بوعزيز في قضيّة فساد"، جريدة الشروق في 22 سبتمبر 2011 نسخة محفوظة 13 أكتوبر 2011 على موقع واي باك مشين.